# 光法站
光法站（日语：／ Mitsunori eki */?）是位於佐賀縣佐賀市北川副町大字光法，日本國有鐵道（國鐵）佐賀線的鐵路車站（廢站）。

## 歷史
- 1938年（昭和13年）9月10日：國有鐵道佐賀線南佐賀站至諸富站之間開設此站[1][2]。當時為客運車站[1]。
- 1944年（昭和19年）11月11日：在前天為最後一天營業[3]。
- 1947年（昭和22年）2月11日：車站重開，當時設有客運和行李起卸業務[4]。
- 1967年（昭和42年）4月1日：結束行李起卸業務[2]。
- 1987年（昭和62年）3月28日：隨著佐賀線全線廢除，此站也被廢除[2]。

## 車站構造
此站為無人車站，設有1面1線的單式月台。

## 現狀
廢線後的路軌遺址為徐福單車徑的一部分。

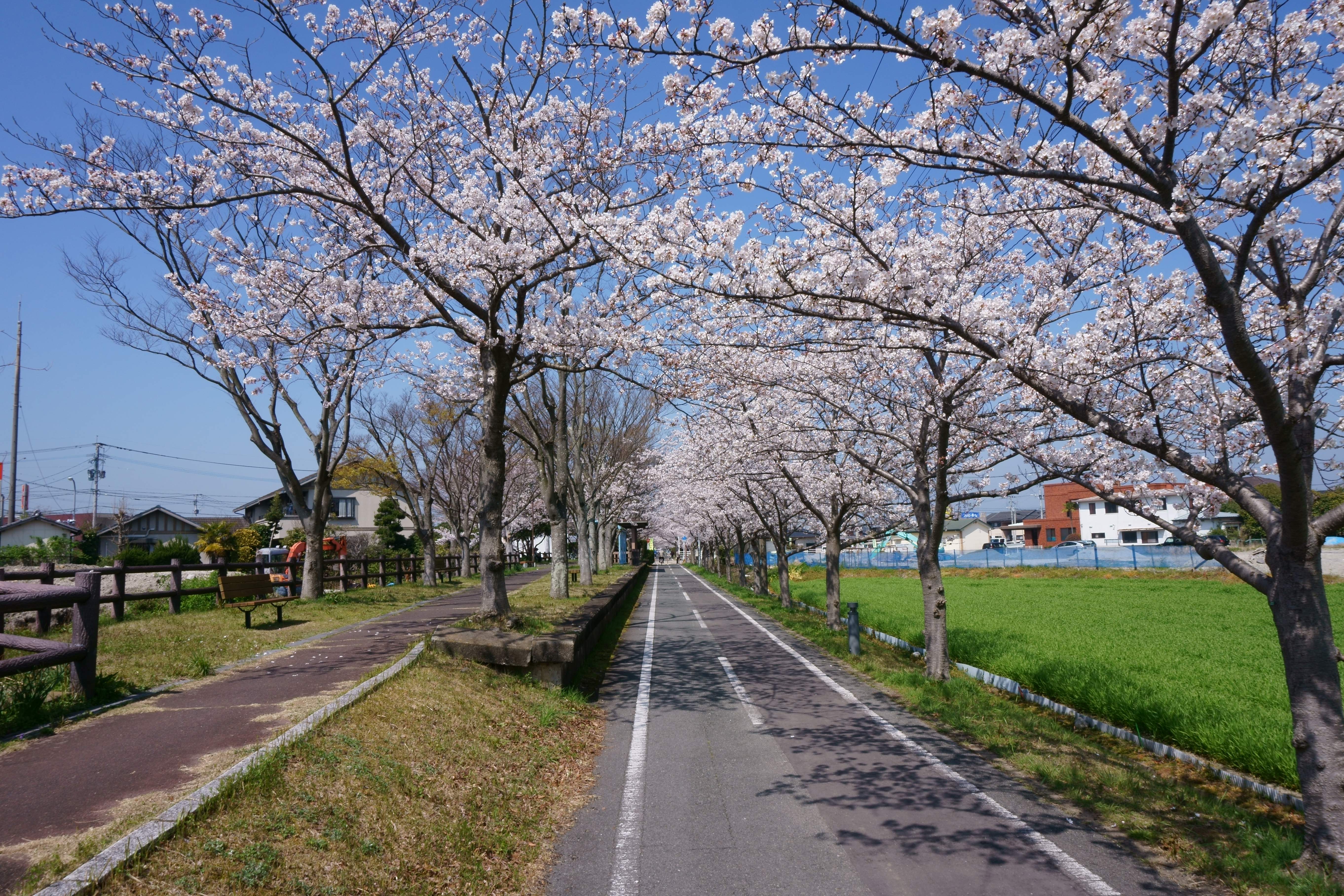
徐福單車徑（2018年3月）

## 相鄰車站
日本國有鐵道（國鐵）
佐賀線
南佐賀－光法－諸富

## 注腳
1. 1 2 3  「鉄道省告示第216号」《官報》1938年9月7日（國立國會圖書館數碼化收藏）
2. 1 2 3 4 5  石野哲 (编). . JTB. 1998: 718. ISBN 978-4-533-02980-6 （日语）.
3. ↑  大藏省印刷局 (编). . 官報 (國立國會圖書館數碼化收藏). 1944-11-10, (5348)  [2024-03-20]. （原始内容存档于2023-01-02） （日语）.
4. ↑  「運輸省告示第23号」『官報』1947年2月10日（國立國會圖書館數碼化收藏）

## 相關項目
- 日本鐵路車站列表 Mi